# Miss Belgique 2016
Miss Belgique 2016, 83e élection de Miss Belgique, s'est déroulée le 9 janvier 2016 au Théâtre de Plopsaland de La Panne. Le concours a été présenté par Véronique De Kock, Miss Belgique 1995 et Patrick Ridremont, comédien et réalisateur belge. Il a été diffusé sur AB3 en Wallonie et sur FOX en Flandre.
La gagnante, Lenty Frans, succède à Annelies Törös, Miss Belgique 2015.

## Classement final
| Titre                                                                                    | Candidates |
| ---------------------------------------------------------------------------------------- | --- |
| Miss Belgique 2016 - Top 11 à Miss Monde 2016 - Élue Miss Europe World à Miss Monde 2016 | - Anvers - Lenty Frans |
| 1re dauphine - Non classée à Miss Univers 2016                                           | - Flandre orientale - Stephanie Geldhof |
| 2e dauphine                                                                              | - Flandre orientale - Bo Praet |
| 3e dauphine - Non classée à Miss Terre 2014                                              | - Flandre occidentale - Emily Vanhoutte |
| 4e dauphine                                                                              | - Flandre orientale - Stefanie Beerens |
| 5e dauphine                                                                              | - Flandre orientale - Leïla Noumair |
| Top 12                                                                                   | - Liège - Manon Dawir - Hainaut - Laura Dupont - Flandre occidentale - Sandra Devos - Luxembourg - Margaux Leclère - Namur - Emilie Mauléon - Anvers - Stephanie Nouws |

## Candidates
| Titre régional                           | Nom                      | Âge    | Domicile             | Élue le                          |
| ---------------------------------------- | ------------------------ | ------ | -------------------- | -------------------------------- |
| 1re dauphine de Miss Hainaut             | Camille Vanhiesbecq      | 21 ans | Péronnes-lez-Binche  | 29 août 2015 à Marche-en-Famenne |
| Crown Card de Miss Flandre occidentale   | Sandra Van De Vloet      | 25 ans | Bruges               | 27 septembre 2015 à La Panne     |
| Miss Brabant flamand                     | Rim Agoudan              | 18 ans | Overijse             | 19 septembre 2015 à Bruxelles    |
| Crown Card de Miss Flandre orientale     | Valeryia Kazheunikava    | 23 ans | De Pinte             | 27 septembre 2015 à La Panne     |
| 2e dauphine de Miss Hainaut              | Alison Khramaz           | 20 ans | Mouscron             | 29 août 2015 à Marche-en-Famenne |
| Miss Flandre occidentale                 | Emily Vanhoutte          | 21 ans | Ostende              | 27 septembre 2015 à La Panne     |
| Crown Card de Miss Anvers                | Shania Labeye            | 19 ans | Brasschaat           | 27 septembre 2015 à La Panne     |
| Crown Card de Miss Liège                 | Floriane Cavillot        | 24 ans | Verviers             | 29 août 2015 à Marche-en-Famenne |
| Miss Anvers                              | Lenty Frans              | 21 ans | Saint-Léonard        | 27 septembre 2015 à La Panne     |
| Miss Bruxelles                           | Élisabeth Assaf          | 18 ans | Ganshoren            | 19 septembre 2015 à Bruxelles    |
| Crown Card de Miss Flandre orientale     | Merel De Saegher         | 18 ans | Waasmunster          | 27 septembre 2015 à La Panne     |
| Crown Card de Miss Liège                 | Manon Dawir              | 21 ans | Awans                | 29 août 2015 à Marche-en-Famenne |
| Miss Limbourg                            | Amy Courtens             | 19 ans | Hasselt              | 11 septembre 2015 à              |
| Miss Luxembourg                          | Margaux Leclère          | 21 ans | Neuvillers           | 29 août 2015 à Marche-en-Famenne |
| Miss Flandre orientale                   | Stephanie Geldhof        | 18 ans | Erpe-Mere            | 27 septembre 2015 à La Panne     |
| Miss Namur                               | Émilie Mauléon           | 19 ans | Erpent               | 29 août 2015 à Marche-en-Famenne |
| 1re dauphine de Miss Flandre occidentale | Sarah Devos              | 21 ans | Zedelgem             | 27 septembre 2015 à La Panne     |
| 1re dauphine de Miss Liège               | Alison Clément           | 19 ans | Jalhay               | 29 août 2015 à Marche-en-Famenne |
| 1re dauphine de Miss Flandre orientale   | Leïla Noumair            | 22 ans | Grammont             | 27 septembre 2015 à La Panne     |
| Miss Liège                               | Coralie Franze           | 19 ans | Ouffet               | 29 août 2015 à Marche-en-Famenne |
| Crown Card de Miss Flandre occidentale   | Lien Vercruysse          | 22 ans | Bruges               | 27 septembre 2015 à La Panne     |
| 1re dauphine de Miss Namur               | Laure Alaime             | 20 ans | Gedinne              | 29 août 2015 à Marche-en-Famenne |
| Crown Card de Miss Anvers                | Yasmine Vossen           | 23 ans | Kontich              | 27 septembre 2015 à La Panne     |
| Candidate de Miss Bruxelles              | Ashley Thirry            | 24 ans | Woluwe-Saint-Lambert | 19 septembre 2015 à Bruxelles    |
| 2e dauphine de Miss Flandre orientale    | Bo Praet                 | 20 ans | Laarne               | 27 septembre 2015 à La Panne     |
| Miss Brabant wallon                      | Candice Ditlefsen        | 18 ans | Dion-Valmont         | 30 août 2015 à Marche-en-Famenne |
| 1re dauphine de Miss Anvers              | Stephanie Nouws          | 22 ans | Kalmthout            | 27 septembre 2015 à La Panne     |
| Crown Card de Miss Flandre orientale     | Stefanie Beerens-De Loor | 24 ans | Zottegem             | 27 septembre 2015 à La Panne     |
| Miss Hainaut                             | Laura Dupont             | 19 ans | Châtelineau          | 29 août 2015 à Marche-en-Famenne |

## Déroulement de la cérémonie

### Jury
| Membre | Membre             | Notes                                          |
| ------ | ------------------ | ---------------------------------------------- |
|        | Darline Devos      | Présidente du comité Miss Belgique.            |
|        | Annelien Coorevits | Miss Belgique 2007.                            |
|        | Virginie Claes     | Miss Belgique 2006.                            |
|        | Daniel Dedave      | Photographe officiel.                          |
|        | Roberto Bellarosa  | Chanteur, gagnant de la saison 1 de The Voice. |
|        | Nádine             | Chanteuse.                                     |
|        | Michaël Espinho    | Animateur de radio et de télévision.           |

### Prix attribués
| Prix                                          | Nom                                          |
| --------------------------------------------- | -------------------------------------------- |
| Miss Sympathie                                | Anvers - Lenty Frans                         |
| Beach Babe (la plus belle fille sur la plage) | Flandre orientale - Bo Praet                 |
| Miss Talent                                   | Hainaut - Camille Vanhiesbecq                |
| Miss Média social (Miss Social Media)         | Flandre occidentale - Emily Vanhoutte        |
| Miss Charité (Miss Charity)                   | Flandre orientale - Stefanie Beerens–De Loor |
| Miss Modèle (Miss Model)                      | Flandre occidentale - Sarah Devos            |
| Miss Sport                                    | Flandre orientale - Stéphanie Geldof         |
| Miss Élégance                                 | Anvers - Shania Labeye                       |

## Observations